# Мерседес (команда Формулы-1, 1954—1955)
Концерн Daimler-Benz дебютировал в Формуле-1 в 1954 году и с большим успехом участвовал в сезонах 1954—1955. Однако после сезона 1955 года компания покинула серию, и несмотря на поставки моторов в 1990-х и 2000-х, не возвращалась в качестве заводской команды вплоть до ноября 2009 года.

## История
После длительного перерыва, возникшего из-за Второй мировой войны, руководство немецкого концерна Daimler-Benz приняло решение о возобновлении гоночной программы марки. Своё возвращение в автоспорт компания начала в том числе и с участия в гонках Формулы-1. В сезоне 1954 года принимал участие автомобиль Mercedes-Benz W196, который концерн разработал в двух вариантах кузова — открытом и закрытом. В качестве пилота гоночной модели был назначен Хуан Мануэль Фанхио, чемпион 1951 года, который в середине сезона перешёл из команды Maserati в команду Mercedes-Benz. Команда сразу же добилась успеха и записала на свой счёт две победы с Фанхио и Карлом Клингом, а также быстрый круг (Ханса Херрмана). В том же 1954 году Фанхио выиграл ещё три гонки, в результате чего он стал чемпионом мира.
Команда продолжила выступать на таком же высоком уровне и в сезоне 1955 года, где использовалась такая же машина. Команда Mercedes снова доминировала по ходу сезона. 11 июня на 24 часах Ле-Мана произошла страшнейшая в истории автоспорта трагедия. Смерть гонщика Mercedes Пьера Левега и 83 зрителей привела к отмене Гран-при Франции, Германии, Испании и Швейцарии. По окончании сезона концерн свернул участие в автогонках, включая Формулу-1.

### Daimler Benz AG
Daimler AG через свой бренд Mercedes-Benz выставила в Формуле-1 свою команду начиная с 1954 года.

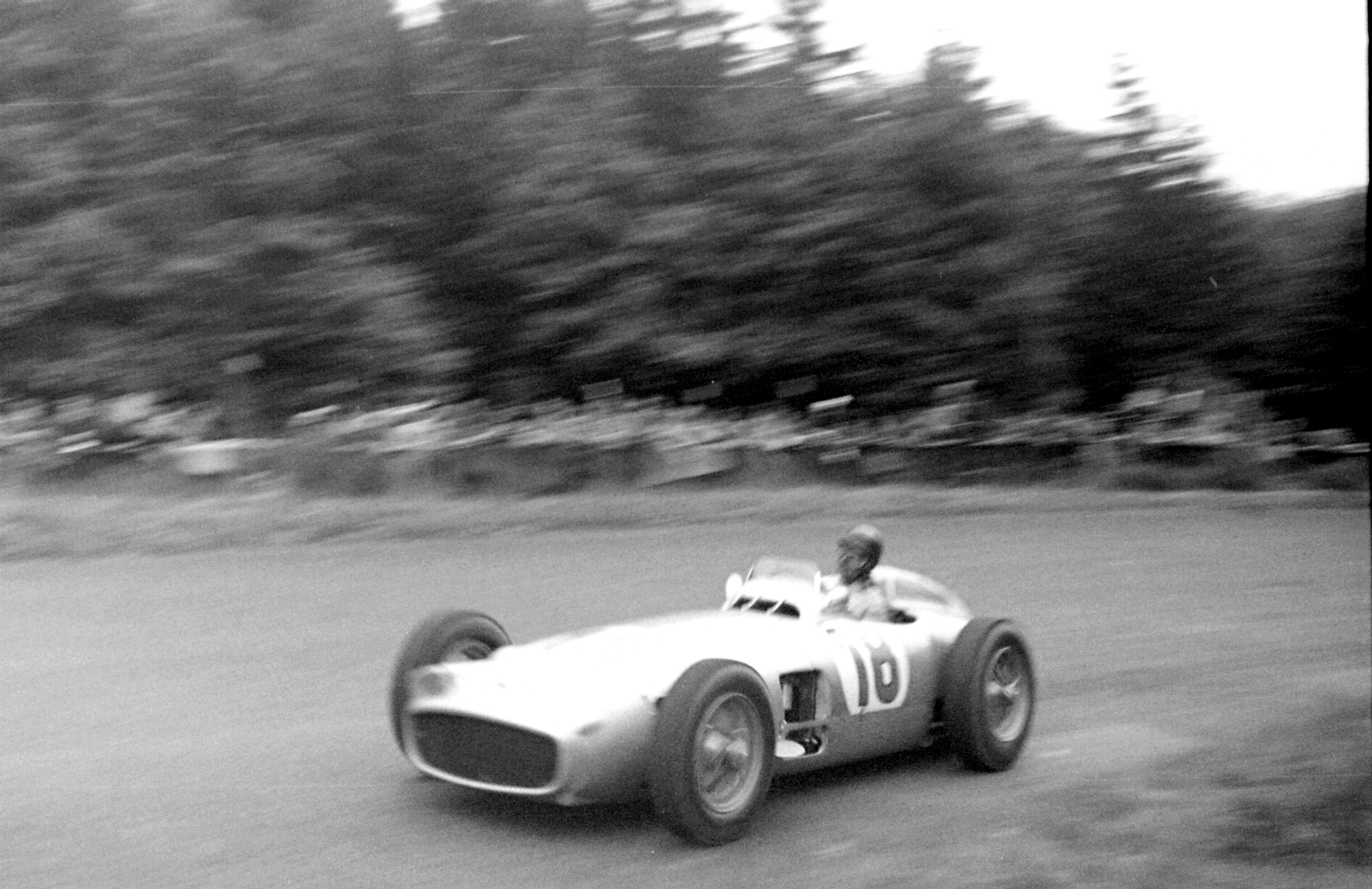
Хуан Мануэль Фанхио пилотирует Mercedes-Benz W196 на Гран-при Германии 1954 года.

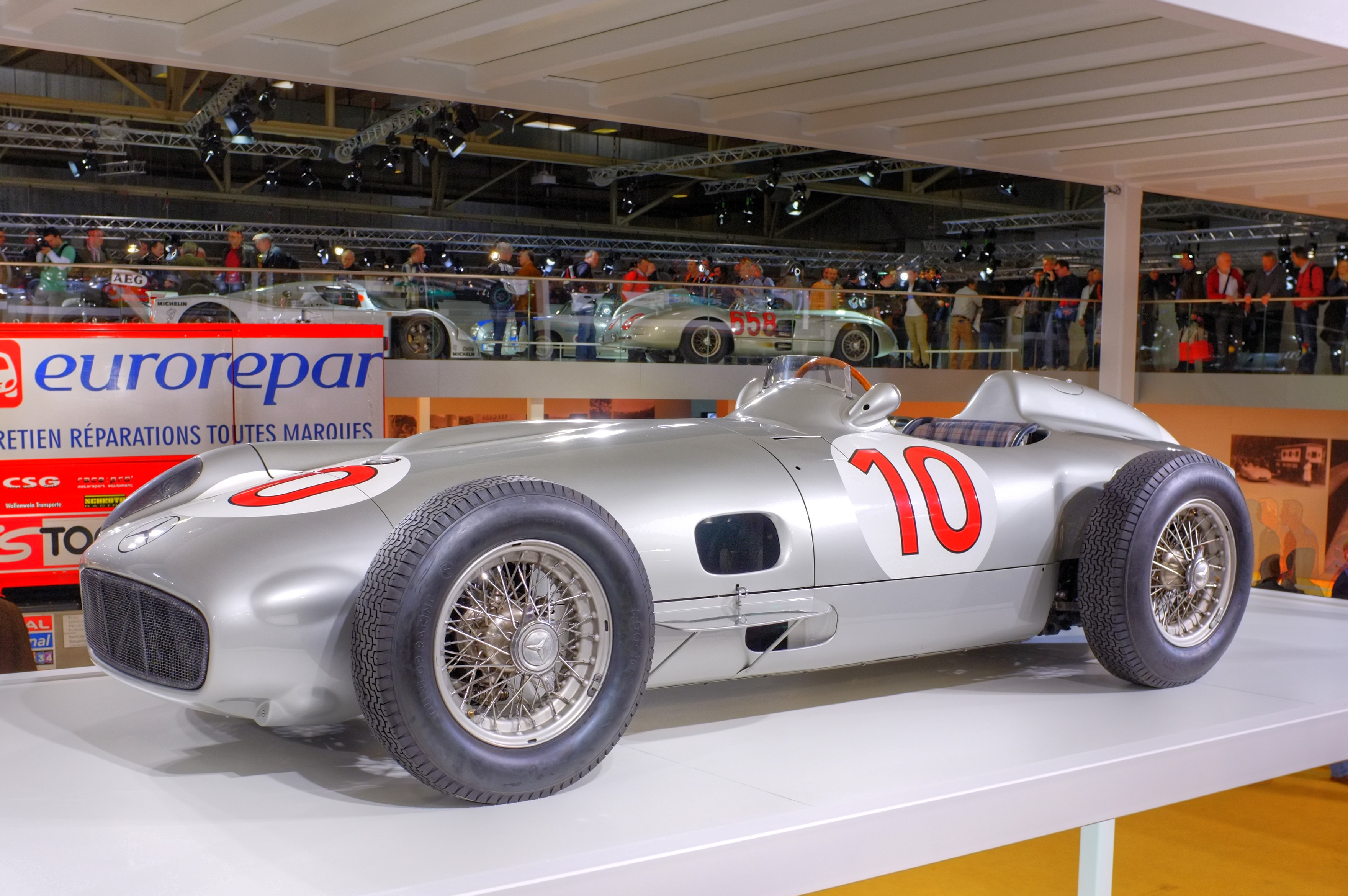
Mercedes-Benz W196.

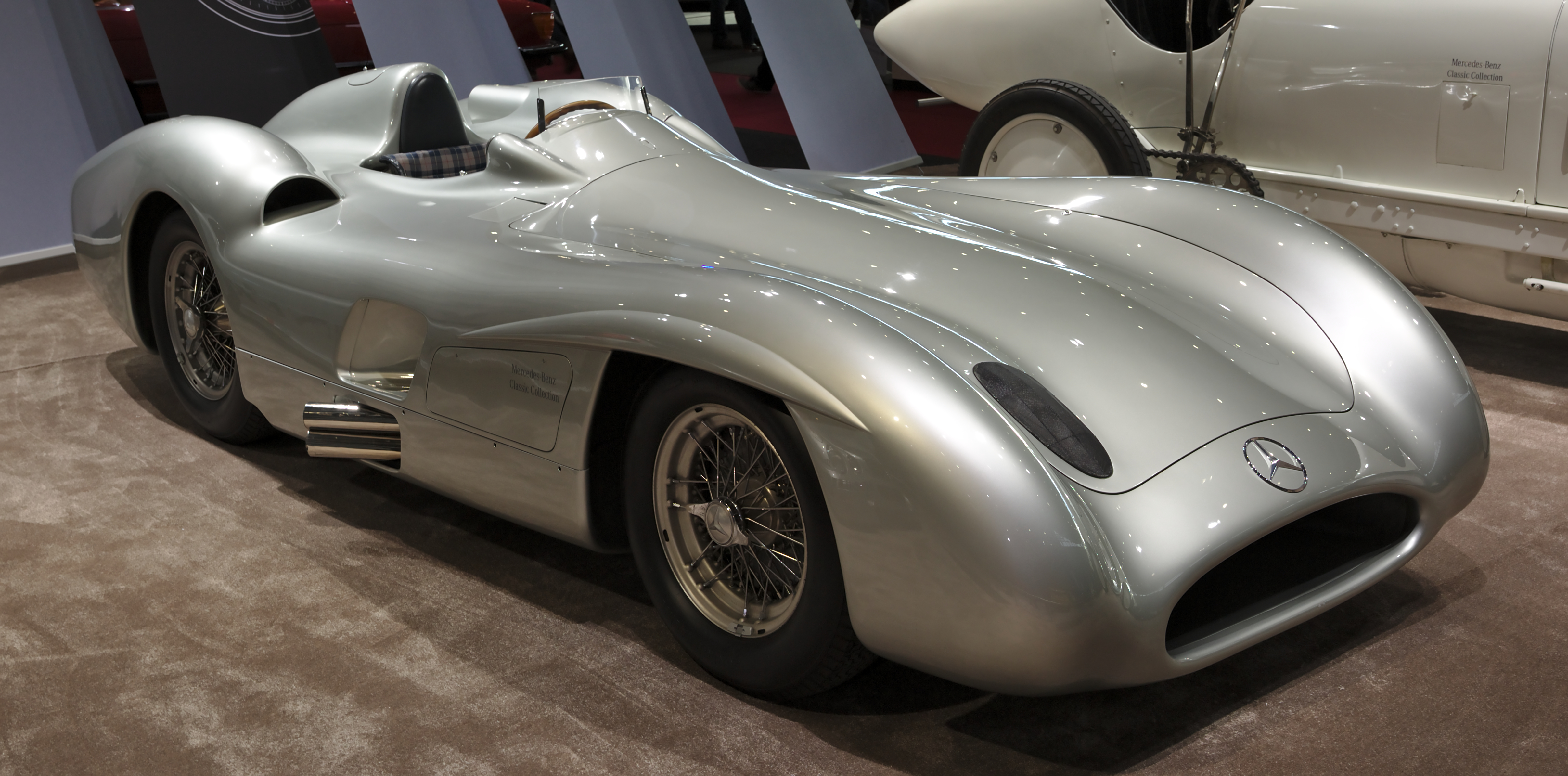
Mercedes-Benz W196 Str.

#### Сезон 1954
В 1954 году команда Mercedes-Benz впервые приняла участие в чемпионате мира, используя усовершенствованные машины Mercedes-Benz W196. Чемпион мира 1951 года Хуан-Мануэль Фанхио в середине сезона перешёл из Maserati в Mercedes-Benz для дебюта на Гран-при Франции 4 июля 1954 года. Успехи не заставили себя ждать, и в первой же гонке команда финишировала дублем Фанхио и Карла Клинга, а Ханс Херрман смог установить быстрый круг. Фанхио ещё одержал три победы в Германии, Швейцарии и Италии и выиграл чемпионат мира.

#### Сезон 1955
Успех команды продолжился и в сезоне 1955 года, когда снова был использован тот же автомобиль. В качестве пилотов были выбраны Фанхио и молодой Стирлинг Мосс, которые в итоге заняли первое и второе места в чемпионате мира этого года. Однако громкие победы компании продолжались недолго. Авария на гонке в Ле-Мане в 1955 году положила конец спортивной деятельности концерна «Daimler-Benz AG». Во время соревнования француз Пьер Левег, выступавший за команду Mercedes-Benz, был выброшен в толпу, в результате чего погибло более 80 человек. После консультации со Штутгартом, глава гоночного отдела Альфред Нойбауэр снял оставшиеся автомобили с мероприятия. После данного инцидента, в знак уважения к погибшим немецкая компания заявила об уходе из автоспорта.

### Наследие

#### Команда 2010—н.в.
16 ноября 2009 года было официально объявлено о том, что Mercedes-Benz выкупает команду Brawn, а Росс Браун остаётся в качестве руководителя команды. База команды осталась в Брэкли, Великобритания, которая находится менее чем в 45 километрах от завода моторов Mercedes-Benz в Бриксворте.

## Результаты выступлений Mercedes-Benz в Формуле-1
| Легенда к таблице |                                                                    |
| --- | ------------------------------------------------------------------ |
| В таблице перечислены результаты всех Гран-при Формулы-1, в которых принимала участие команда. Строками таблицы являются сезоны, столбцами — этапы чемпионата мира. В каждой клетке указаны сокращённое название этапа и результаты гонщиков команды, дополнительно обозначенные цветом. Расшифровка обозначений и цветов представлена в нижеследующей таблице. |                                                                    |
| \| Пример \| Описание \| \| ------------ \| ------------------------------------------------------------------ \| \| 1 \| Победитель \| \| 2 \| Второе место \| \| 3 \| Третье место \| \| 5 \| Финишировал, заработав очки \| \| Сход \| Не финишировал, но при этом заработал очки \| \| 12 \| Финишировал, не получив очков \| \| НКЛ \| Финишировал, но не попал в финальную классификацию \| \| 15 \| Участвовал вне зачёта, либо по отдельной классификации \| \| 18 \| Не финишировал, но попал в финальную классификацию \| \| Сход \| Не финишировал \| \| НКВ \| Не прошёл квалификацию \| \| НПКВ \| Не прошёл предквалификацию \| \| ДСК \| Дисквалифицирован \| \| ИСК \| Исключён из протокола соревнований \| \| ТТ \| Заявлен для участия только в тренировках \| \| НС \| Участвовал в квалификации, но не стартовал в гонке \| \| Т \| Травмирован или болен \| \| ОТК \| Отказ от участия \| \| НТР \| Прибыл на соревнования, но на трассу не выезжал \| \| НПР \| Был заявлен в числе участников, но не прибыл к началу соревнований \| \| О \| Соревнования отменены \| \| \| Не участвовал \| \| Поул-позиция \| \| \| Быстрый круг \| \| |                                                                    |
| Пример | Описание                                                           |
| 1 | Победитель                                                         |
| 2 | Второе место                                                       |
| 3 | Третье место                                                       |
| 5 | Финишировал, заработав очки                                        |
| Сход | Не финишировал, но при этом заработал очки                         |
| 12 | Финишировал, не получив очков                                      |
| НКЛ | Финишировал, но не попал в финальную классификацию                 |
| 15 | Участвовал вне зачёта, либо по отдельной классификации             |
| 18 | Не финишировал, но попал в финальную классификацию                 |
| Сход | Не финишировал                                                     |
| НКВ | Не прошёл квалификацию                                             |
| НПКВ | Не прошёл предквалификацию                                         |
| ДСК | Дисквалифицирован                                                  |
| ИСК | Исключён из протокола соревнований                                 |
| ТТ | Заявлен для участия только в тренировках                           |
| НС | Участвовал в квалификации, но не стартовал в гонке                 |
| Т | Травмирован или болен                                              |
| ОТК | Отказ от участия                                                   |
| НТР | Прибыл на соревнования, но на трассу не выезжал                    |
| НПР | Был заявлен в числе участников, но не прибыл к началу соревнований |
| О | Соревнования отменены                                              |
| | Не участвовал                                                      |
| Поул-позиция |                                                                    |
| Быстрый круг |                                                                    |

| Сезон | Команда         | Шасси              | Шины | Двигатель                    | Пилоты              | 1   | 2    | 3   | 4    | 5    | 6    | 7    | 8    | 9    |
| ----- | --------------- | ------------------ | ---- | ---------------------------- | ------------------- | --- | ---- | --- | ---- | ---- | ---- | ---- | ---- | ---- |
| 1954  | Daimler Benz AG | Mercedes-Benz W196 | C    | Mercedes-Benz M196 L8 2,5 л. |                     | АРГ | 500  | БЕЛ | ФРА  | ВЕЛ  | ГЕР  | ШВА  | ИТА  | ИСП  |
| 1954  | Daimler Benz AG | Mercedes-Benz W196 | C    | Mercedes-Benz M196 L8 2,5 л. | Хуан Мануэль Фанхио |     |      |     | 1    | 4    | 1    | 1    | 1    | 3    |
| 1954  | Daimler Benz AG | Mercedes-Benz W196 | C    | Mercedes-Benz M196 L8 2,5 л. | Карл Клинг          |     |      |     | 2    | 7    | 4    | Сход | Сход | 5    |
| 1954  | Daimler Benz AG | Mercedes-Benz W196 | C    | Mercedes-Benz M196 L8 2,5 л. | Ханс Херрман        |     |      |     | Сход |      | Сход | 3    | 4    | Сход |
| 1954  | Daimler Benz AG | Mercedes-Benz W196 | C    | Mercedes-Benz M196 L8 2,5 л. | Герман Ланг         |     |      |     |      |      | Сход |      |      |      |
| 1955  | Daimler Benz AG | Mercedes-Benz W196 | C    | Mercedes-Benz M196 L8 2,5 л. |                     | АРГ | МОН  | 500 | БЕЛ  | НИД  | ВЕЛ  | ИТА  |      |      |
| 1955  | Daimler Benz AG | Mercedes-Benz W196 | C    | Mercedes-Benz M196 L8 2,5 л. | Хуан Мануэль Фанхио | 1   | Сход |     | 1    | 1    | 2    | 1    |      |      |
| 1955  | Daimler Benz AG | Mercedes-Benz W196 | C    | Mercedes-Benz M196 L8 2,5 л. | Карл Клинг          | 41  |      |     | Сход | Сход | 3    | Сход |      |      |
| 1955  | Daimler Benz AG | Mercedes-Benz W196 | C    | Mercedes-Benz M196 L8 2,5 л. | Ханс Херрман        | 41  | НКВ  |     |      |      |      |      |      |      |
| 1955  | Daimler Benz AG | Mercedes-Benz W196 | C    | Mercedes-Benz M196 L8 2,5 л. | Стирлинг Мосс       | 41  | 9    |     | 2    | 2    | 1    | Сход |      |      |
| 1955  | Daimler Benz AG | Mercedes-Benz W196 | C    | Mercedes-Benz M196 L8 2,5 л. | Андре Симон         |     | Сход |     |      |      |      |      |      |      |
| 1955  | Daimler Benz AG | Mercedes-Benz W196 | C    | Mercedes-Benz M196 L8 2,5 л. | Пьеро Таруффи       |     |      |     |      |      | 4    | 2    |      |      |

- 1 ↑  Использовал шасси партнёра по команде.